# Brachymyrmex brevicornis
Brachymyrmex brevicornis är en myrart som beskrevs av Carlo Emery 1906. Brachymyrmex brevicornis ingår i släktet Brachymyrmex och familjen myror. Inga underarter finns listade.